# Couvent de la Visitation de Caen
Pour les articles homonymes, voir Couvent de la Visitation.
L'ancien couvent de la Visitation de Caen, appelée également monastère de la Visitation de Sainte-Marie de Caen ou Visitation de Caen, est un monastère fondé par l'Ordre de la Visitation dans le Bourg-l'Abbé à Caen au début du XVIIe siècle. Transformé en caserne pendant la Révolution, il est aujourd'hui englobé dans l'emprise du Quartier Lorge. Il ne doit pas être confondu avec le nouveau monastère des Visitandines de Caen où se sont installées les sœurs au début du XIXe siècle après la refondation de l'ordre.
Le cloître de l'ancien monastère fait l’objet d’une inscription au titre des monuments historiques depuis le 13 juin 1927.
Les bâtiments conventuels font l’objet d’une inscription au titre des monuments historiques depuis le 18 novembre 1988.

## Histoire

### La fondation
Le contexte de la Contre-Réforme.

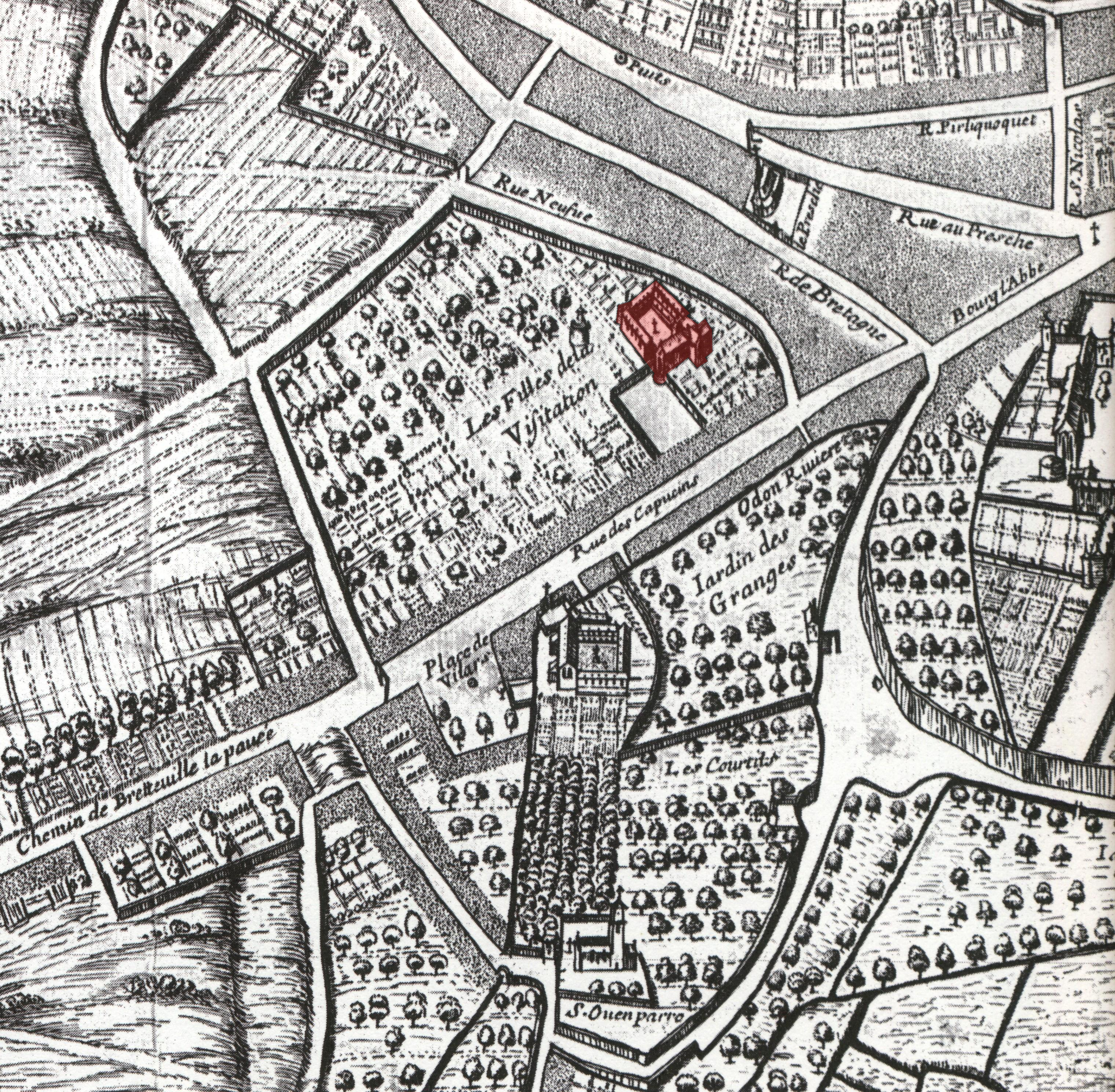
Situation du couvent dans Bourg-l'Abbé en 1672.

L'implantation des sœurs de la Visitation à Caen s'inscrit dans l'important mouvement de fondation d'établissements religieux consécutif à la Contre-Réforme. Au XVIIe siècle, de nombreux monastères et couvents sont en effet fondés à Caen, ville où les Huguenots étaient autrefois nombreux. Fondé à Annecy dans les années 1610 par François de Sales et Jeanne de Chantal, l'ordre se développe partout en France dans les décennies qui suivent.
La fondation de la communauté de Caen en 1631.
Six religieuses professes quittent le monastère lyonnais pour s'installer le 20 octobre 1627 à Dol-de-Bretagne. Mais quatre ans plus tard, elles délaissent cet établissement insalubre et élisent domicile le 16 juillet 1631 dans une maison de la rue Saint-Jean à Caen. L'année suivante, en 1632, elles choisissent de s'établir définitivement à la périphérie de la ville près du monastère des Capucins (actuel Bon-Sauveur), et du temple protestant,. Elles achètent le 16 décembre 1632 un ancien manoir sur un terrain de cinq acres entouré d'une muraille et dans lequel se trouve une maison (aujourd'hui connue sous le nom de maison du Grenadier), une cour, un colombier et un jardin,,. En 1655, les Visitandines de Caen tentent de fonder une nouvelle Visitation à Saint-Sauveur-le-Vicomte ; mais elles échouent du fait de la mort de la mère supérieure, Marie du Breil de Pontbriand et reviennent dès 1656.

### La construction du couvent

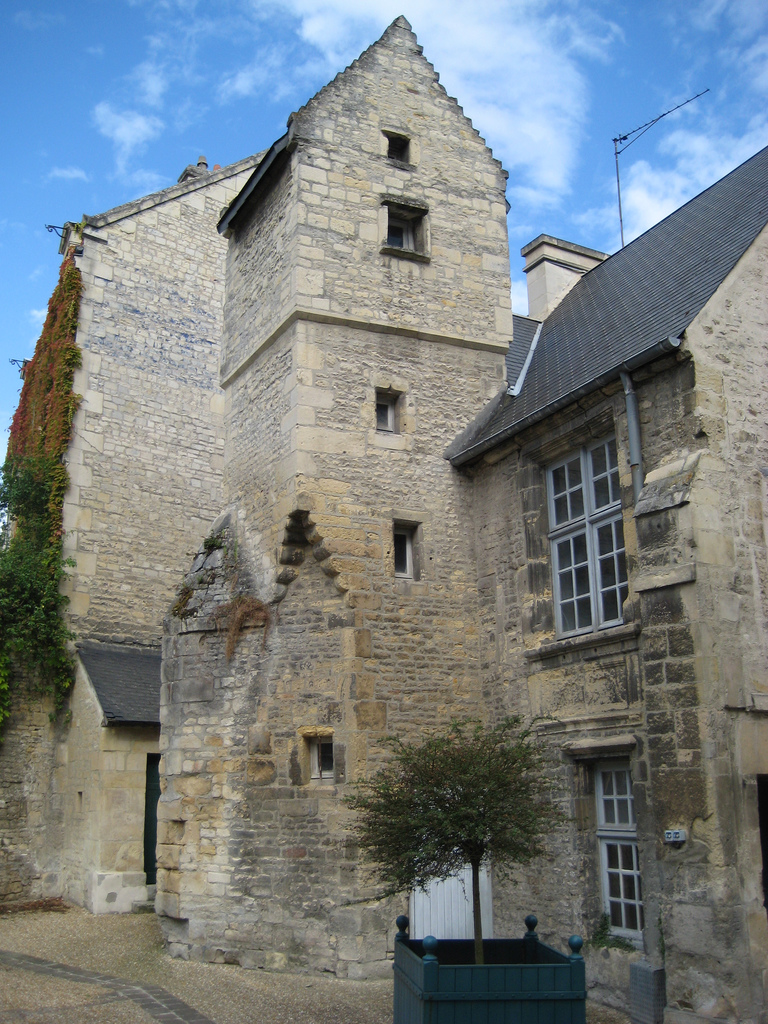
Maison du Grenadier

De 1632 à 1661, Marie-Élisabeth de Maupeou fait construire par Guillaume Brodon l'église et les bâtiments conventuels. Les bâtiments conventuels sont construits de 1632 à 1647 autour d'une cour carrée aménagée en cloître dans les années 1650.  L'église, construite entre 1648 et 1661, est consacrée par l'évêque de Bayeux, Mgr de Nesmond le 8 avril 1668. Elle vient remplacer une chapelle plus petite et plus exposée au bruit du fait de sa proximité avec la route de Bretagne (actuelle rue Caponière),. Marie de Harcourt-Beuvron et sa sœur Marie-françoise d'Harcourt ayant pris l'habit à la Visitation de Caen respectivement en 1646 et en 1652, ce nouveau lieu de culte est financé par la puissante famille d'Harcourt ; en contrepartie, la famille dispose du privilège de posséder un caveau funéraire dans l'église. Marie-françoise d'Harcourt fut par ailleurs supérieur de la Visitation de Caen de 1680 à 1683, de 1692 à 1695 et de 1704 à 1707. Dans les années 1780, un pensionnat est également construit à côté du monastère.

### La vie de la communauté
Les Visitandines étaient à l'origine orientées vers la voie de la vita activa et s'investissaient dans la vie locale. L'institution avait pour objectif de secourir les filles et femmes à la santé fragile.
Le 30 juillet 1644, l'évêque de Bayeux, Mgr d'Angennes, permet à des sœurs de la Visitation de Caen de venir reprendre en main l'institut fondé par Jean Eudes pour recueillir les prostitués repenties. Bien que réticente, la supérieure de la Visitation de Caen, Maris-Françoise Marguerite Patin, s'installe le 16 août 1644 au refuge avec deux autres nonnes pour gouverner l'établissement connu sous le nom de Notre-Dame du Refuge, puis de Notre-Dame de Charité. Lassées du manque de moyens et de l'opposition à laquelle elles doivent faire face, les sœurs de la Visitation quittent l'institut en 1649,. Les Visitandines de Caen sont également envoyées à la Charité de Bayeux et au Bon-Sauveur de Saint-Lô.
La règle de la clôture s'est ensuite imposée et les Visitandines se sont retirées dans la vie contemplative. À Caen, leur travail été repris à partir de 1720 par Anne Le Roy qui fonde à Vaucelles une communauté non cloîtrée prenant en charge « des filles et femmes débauchées », puis des femmes aliénées, connue à partir de 1734 sous le nom de Filles du Bon-Sauveur.

### La sécularisation du couvent
L'expulsion des sœurs.

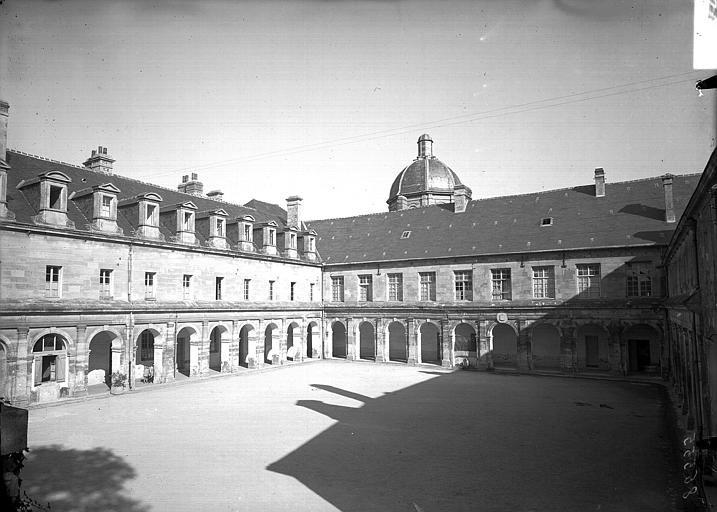
Le cloître avec, en arrière-plan, la coupole de l'église ; l'ensemble est inscrit en 1927

Le 3 novembre 1789, l’Assemblée Nationale décide de mettre les biens ecclésiastiques à la disposition de la Nation. Dès le 13 janvier 1790, la chapelle est attribuée à la cinquième sections révolutionnaires pour qu'elle y tienne ses réunions. Le 18 mai de cette même année, le District dresse l'inventaire du mobilier et des livres à l’usage des religieuses ; puis le 18 juin, l'état des aumônes libres que la Visitation faisait année commune est établi. Le 11 août et 15 août 1792, les monastères sont définitivement interdits et les congrégations hospitalières et enseignantes sont dissoutes ; le pensionnat de la Visitation est donc fermé. Dès le 17 août 1792, l'armée occupe les lieux. Les sœurs sont chassées par groupes et les dernières religieuses quittent l'établissement en octobre 1792.
La transformation en caserne.
Dès le 14 octobre 1793, une commission est chargée par la ville de dénombrer le nombre de lits pouvant être utilisés pour loger les soldats dans différents établissements de la ville, notamment à la Visitation. Des procès-verbaux dressés en novembre 1793 et juin 1794 constatent que les troupes de passage commettent des actes de vandalisme dans l'ancien établissement religieux. Au début du XIXe siècle, le monastère caennais est définitivement transformé en caserne. L'église est utilisée comme une annexe militaire (manutention des vivres et fourrages) et des écuries sont construits dans les anciens jardins à partir de 1835,. Vers cette date, la caserne de la Visitation est rebaptisée dépôt de Remonte, puis Quartier Lorge.
Le 8 mars 2019, le Fonds régional d'art contemporain de Normandie-Caen est officiellement inauguré dans l'ancien couvent restauré.

## Architecture

### Inscription à l'inventaire supplémentaire des monuments historiques
Le 13 juin 1927, l'ancienne chapelle et le cloître sont inscrits à l'inventaire supplémentaire des monuments historiques. Mais l'ancienne église est détruite lors d'un bombardement pendant la bataille de Caen en 1944 ; elle a donc été radiée de la liste des monuments historiques par l'arrêté du 15 février 1946,. En revanche, le reste du monastère a été inscrit à son tour le 18 novembre 1988, en même temps que les bâtiments à usage militaire construits au XIXe siècle.
Sont concernés par les arrêtés d'inscription :
- le cloître de l'ancien couvent ;
- la maison dite du Grenadier (les façades et les toitures, ainsi que la tour avec son escalier en colimaçon et son pigeonnier) ;
- les façades et toitures des bâtiments conventuels et du pensionnat des demoiselles, y compris l'extension du XIXe siècle.

### Le cloître
Les galeries du cloître, érigées dans les années 1650, sont percées par des arcades en plein cintre encadrées par des pilastres surmontées de chapiteaux d'ordre toscan. Dans l'agglomération caennaise, on retrouve ce style très sobre, typique du classicisme français, à l'abbaye d'Ardenne, dont le cloître est reconstruit quelques décennies auparavant et qui a aujourd'hui disparu, et à l'abbaye aux Hommes, relevée un siècle plus tard. Comme à l'abbaye aux Dames, le cloître n'est pas fermé, le bâtiment ouest étant manquant. Dans le cadre de la restauration du bâtiment afin d'y accueillir le Fonds régional d'art contemporain de Normandie-Caen, les arcades sont fermées par des vitres afin de les transformer en couloir de circulation.

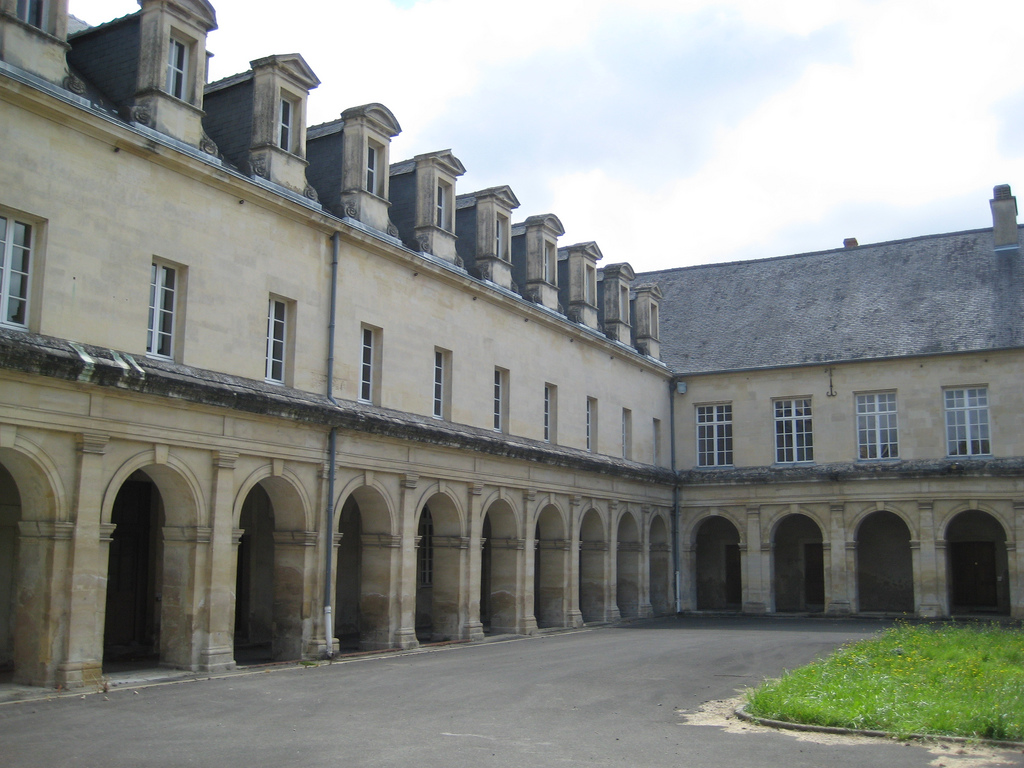
Vue générale du cloître avant restauration
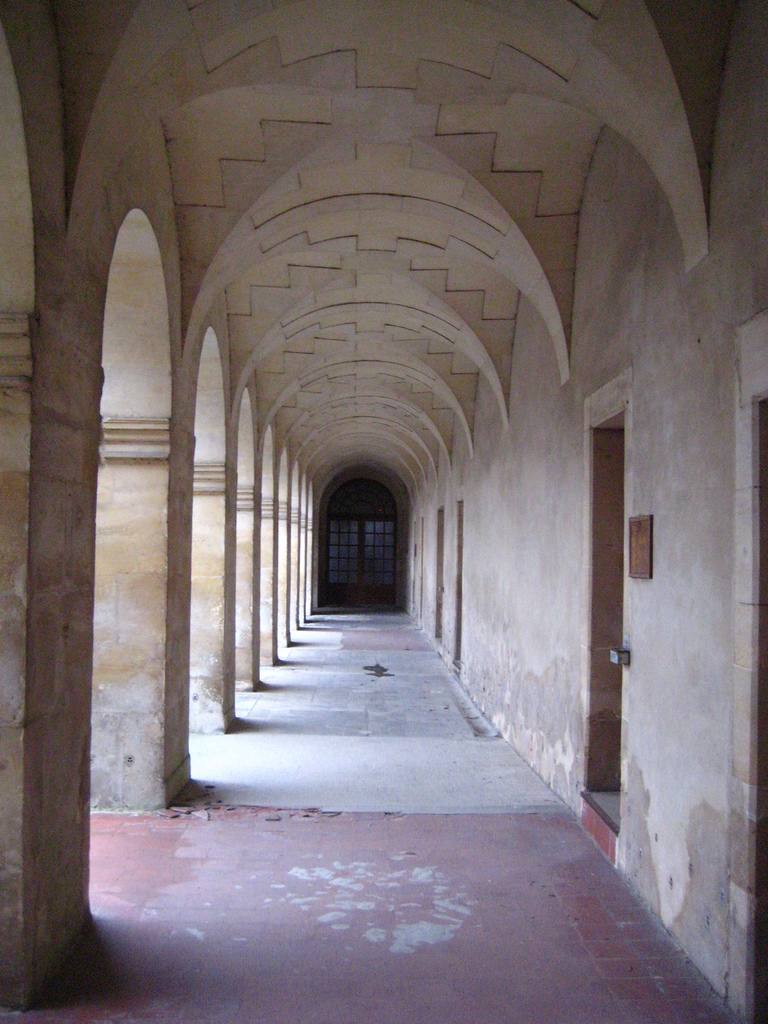
Galerie avant restauration
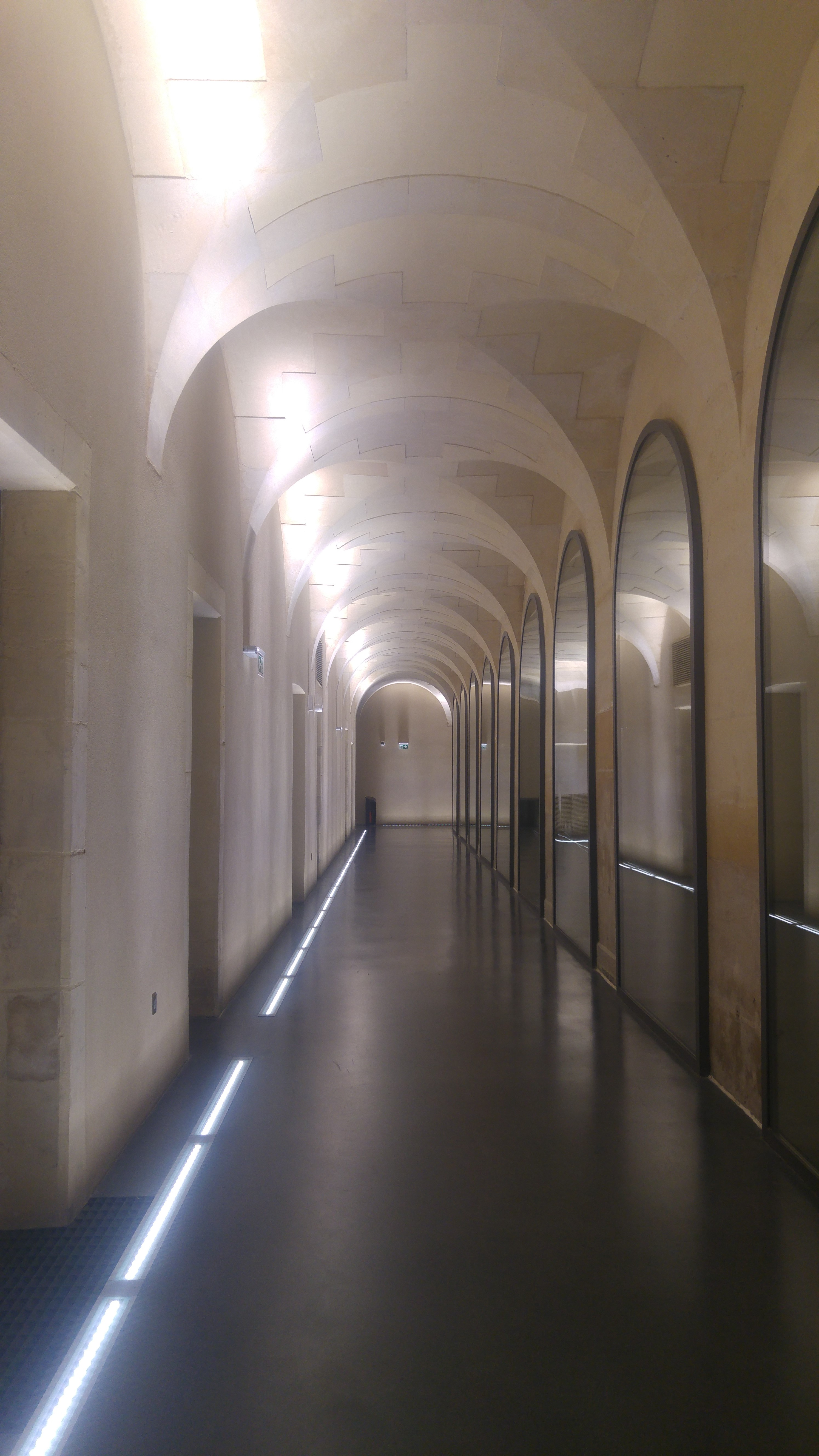
Galerie après restauration
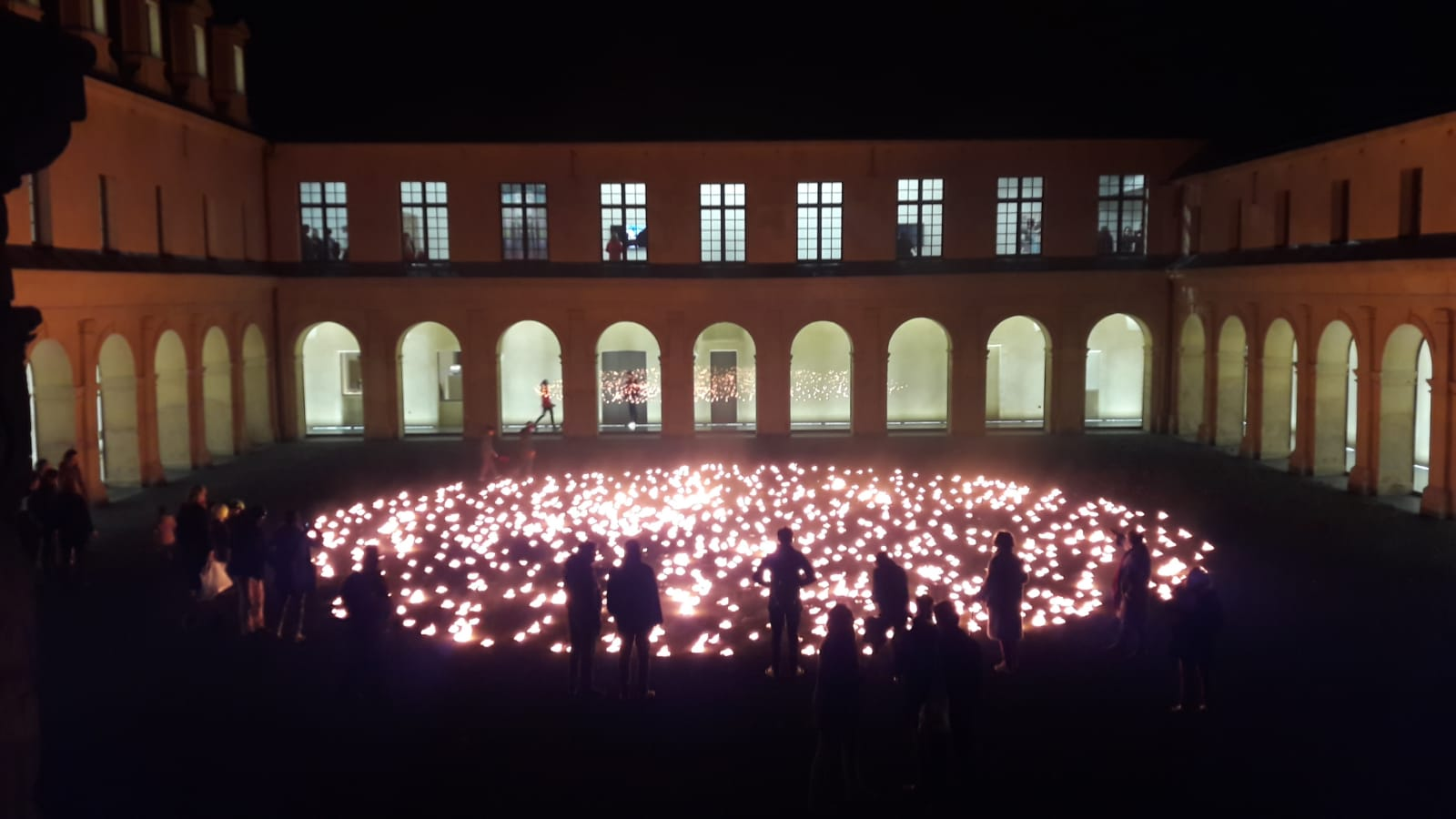
Installation pour les portes ouvertes du FRAC en 2018

### L'église (disparue en 1944)
L'église est construite entre 1648 et 1661. Après la transformation du couvent en caserne, la chapelle est transformée en annexe : salle d'armes, stockage des voitures régimentaires, réserves d'alimentation.
Le plan prenait la forme d'une croix grecque ; les deux transepts étaient occupés par des chapelles dédiées à Saint-François-de-Sales à gauche et à Saint-Joseph à droite. L'église disposée de deux chœurs, l'un dans la continuité de la nef et un, destiné aux sœurs, entre le chœur de la chapelle et le transept gauche. Le chœur des sœurs était séparé du chœur de la chapelle par une grille en fer et en bronze disparue après la transformation du couvent en caserne. Le chœur était surélevé de deux marches, alors que les deux chapelles ne l'étaient que d'une marche. Le sol était pavé de morceaux de pierre taillés régulièrement au carré ; dans le chœur, au point d'union des angles de ces pavés, un emplacement était réservé pour y placer de petits carrés de marbre noir. Ce sol est recouvert de terre au XIXe siècle lorsque la chapelle est transformée en garage. La chapelle Saint-Joseph était ornée d'un bas-relief représentant la fuite en Égypte ; ce bas-relief a été martelé. Le caveau des Harcourt se trouvait sous la chapelle Saint-Françoise de la Sales. Il mesurait 3 m de large sur 4,20 m de long ; voûté, sa hauteur était de 2 m à la clef de voûte. L'autel de la chapelle a été déplacé dans la nouvelle chapelle des Visitandines, rue de l'Abbatiale, sans son tabernacle de cristal.
Le style de la façade rappelait celui des églises jésuites représentées à Caen par l'église Notre-Dame-de-la-Gloriette. Au-dessus de la croisée du transept, le clocher en forme de dôme était surmonté d'un lanternon. La façade du portail principal était ornée de colonnes d'ordre dorique au niveau inférieur et ionique au niveau supérieur. Selon un auteur de la fin du XVIIe siècle, cette église est « d'une construction tout à fait belle et qu'il ne se voit pas à Caen d'un semblable dessein ny qui porte une semblable lanterne sur le milieu ».

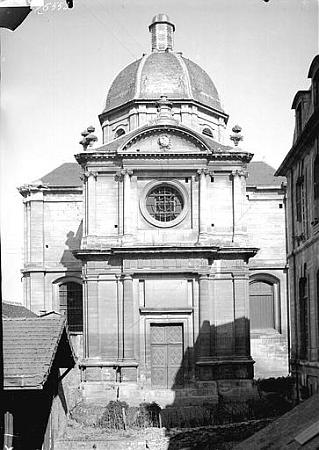
Le portail de l'église
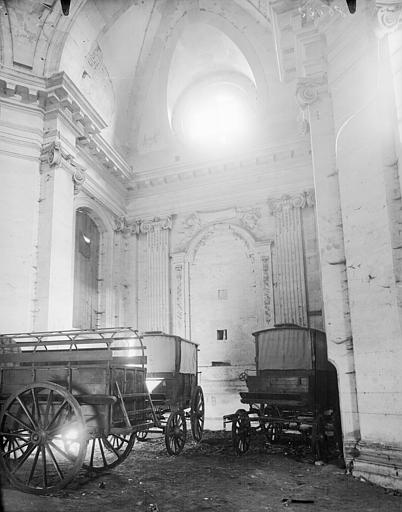
Vue intérieure
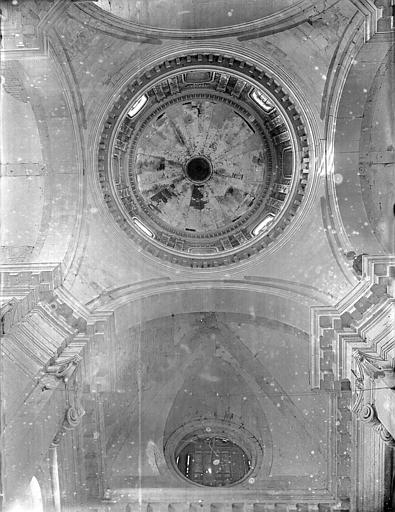
Intérieure de la coupole